# ایزوتوپ‌های لیتیم

درصد فراوانی ایزوتوپ‌های طبیعی لیتیم.

عنصر لیتیم   (litiom) دارای دو ایزوتوپ پایدار لیتیم-۶ و لیتیم-۷ است که دارای فراوانی (۹۲٫۵٪) می‌باشد. این دو ایزوتوپ پایدار در مقایسه با دو عنصر سبک و سنگین همسایگی خود یعنی هلیم و بریلیم، به صورت غیر طبیعی، انرژی پیوستگی هسته‌ای پایینی به ازای هر هسته دارند. به جز دوتریوم و هلیم-۳، دو هستهٔ لیتیم انرژی پیوستگی کمتری به ازای هر هسته، نسبت به هر هستهٔ پایدار دیگری دارند. در نتیجهٔ این پدیده، عنصر لیتیم با اینکه وزن اتمی کمی دارد اما در سامانهٔ خورشیدی از دید فراوانی، در میان ۳۲ عنصر، رتبهٔ ۲۵ ام را دارد. هفت ایزوتوپ پرتوزا برای لیتیم پیدا شده‌است که پایدارترین آن‌ها لیتیم-۸ با نیمه‌عمر ۸۳۸ میلی‌ثانیه ولیتیم-۹ با نیمه‌عمر ۱۷۸ میلی ثانیه‌است. دیگر ایزوتوپ‌های پرتوزا نیمه‌عمری کمتر از ۸٫۶ میلی‌ثانیه دارند. ناپایدارترین ایزوتوپ این عنصرلیتیم-۱۰ با نیمه‌عمر ۷٫۶ × ۱۰−۲۳ ثانیه‌است که در آن پروتون پرتوزایی می‌کند.
لیتیم-۷ یکی از عنصرهای بسیار کهن (یا دقیق تر بگوییم هسته‌های بسیار کهن) است که در جریان هسته‌زایی مهبانگ پدید آمده‌است. گمان آن می‌رود که مقدار اندکی از ۶Li و ۷Li در ستاره‌ها پدید می‌آید اما به همان سرعتی که ایجاد می‌شود به همان سرعت، می‌سوزد و دوباره مصرف می‌شود. علاوه بر این احتمالاً مقدار اندکی از ۶Li و۷Li در اثر بادهای خورشیدی و برخورد پرتوهای کیهانی با اتم‌های سنگین تر و در نتیجه واپاشی ایزوتوپ‌هایی مانند ۷Be و ۱۰Be پدید می‌آیند. هنگامی که لیتیم در جریان هسته‌زایی ستاره‌ها پدید می‌آید دوباره سوخته و مصرف می‌شود. همچنین ۷Li در ستاره‌های کربنی هم می‌تواند تولید شود.
فرایندهای طبیعی گوناگونی می‌توانند ایزوتوپ‌های لیتیم را تولید کنند. از جملهٔ آن‌ها می‌توان به پدیدهای شیمیایی هنگام ساخت کانی‌ها، دگرگشت و داد و ستدهای یونی اشاره کرد. یون لیتیم در کانی‌های رسی هشت وجهی جایگزین منیزیم و آهن می‌شود.

## لیتیم-۶
لیتیم-۴ شامل سه پروتون و یک نوترون است. در میان ایزوتوپ‌های شناخته‌شده لیتیم کوتاهترین طول عمر را دارد و نیمه عمر آن ۹٫۱×۱۰−۲۳ ثانیه است و با نشر پروتون به هلیم-۳ واپاشی می‌شود.

لیتیم-۴ به عنوان ایزوتوپ میانی در برخی از واکنش‌های همجوشی هسته‌ای می‌تواند به وحود آید.